# Bataille de Caloosahatchee
Seconde guerre séminole
Batailles
- Massacre de Dade
- Withlacoochee
- Wahoo Swamp
- Hatchee-Lustee
- Lac Okeechobee
- Caloosahatchee

La bataille de Caloosahatchee, également connue sous le nom de massacre de Harney, est l'attaque le 23 juillet 1839 d'un poste de traite par des Séminoles durant la seconde guerre séminole. Environ 160 guerriers séminoles conduits par le chef Chakaika attaquèrent un détachement de dragons de la United States Army composé d'une trentaine d'hommes sous les ordres du colonel William S. Harney à un poste de traite situé près du fleuve Caloosahatchee. Treize soldats et trois civils furent tués au cours de l'attaque, tandis que le reste des hommes parvinrent à s'enfuir par le fleuve.